# 贝赞盖姆
贝赞盖姆（法語：Bezinghem）是法国北部-加来海峡大区加来海峡省的一个市镇，属于蒙特勒伊区于克利耶县。该市镇2009年时的人口为363人。

## 人口
贝赞盖姆人口变化图示
| 数据来源：INSEE |